# 小費里 (新澤西州)
小費里（英語：Little Ferry）是位於美國新澤西州伯根縣的自治市鎮。

## 人口
根據2020年美國人口普查的數據，小費里的面積為4.32平方千米，當中陸地面積為3.83平方千米，而水域面積為0.49平方千米。當地共有人口10987人，而人口密度為每平方千米2,543人。